# فرط نتروجين البراز
فرط نتروجين البراز (بالإنجليزية: Azotorrhea)‏ هو الإفراط في إفراز المواد النيتروجينية في البراز أو البول. كما هو الحال عندما يتناول الناس مأكولات حمية غنية بالبروتين، فإنهم قد يعانون من زيادة كمية الأحماض الأمينية الناتجة (النيتروجين) التي يتم كسرها وإفرازها من خلال التبول.
هذه الحالة قد تكون موجودة أيضاً في حالات مرض البنكرياس، مثل الإدمان على الكحول المزمن أو التليف الكيسي.